# Skosværte
Skosværte er en voksagtig masse, creme eller væske, der bruges til at pudse og polere skotøj samt gøre det vandtæt og få det til at fremstå pænere. Passende anvendelse af skosværte er med til at forlænge skotøjets levetid.
Man har brugt skosværte i flere hundrede år, og i begyndelsen blev der især brugt naturlige substanser som voks og talg. Skosværtetyper, som man kender i nutiden, blev først anvendt i begyndelsen af det 20. århundrede. Mange af de sammensætninger, der blev brugt dengang, anvendes fortsat i vore dage. Moderne skosværte er ofte sammensat af naturlige og syntetiske materialer som nafta, terpentin, farvestoffer og gummi arabikum og fremstillet ved relativt simple kemiske processer. Skosværte er ofte brandfarlig, kan være giftig og kan misfarve huden. 
| Tøj | Spire Denne artikel om tøj, sko eller lignende er en spire som bør udbygges. Du er velkommen til at hjælpe Wikipedia ved at udvide den. |